# Tomorrow's Modern Boxes
Tomorrow's Modern Boxes é o segundo álbum solo do músico inglês Thom Yorke, lançado em 26 de Setembro de 2014 através do sistema peer-to-peer do BitTorrent. O álbum teve mais de um milhão de downloads após menos de uma semana do lançamento.

## Faixas
| N.º            | Título                           | Duração |  |
| 1.             | "A Brain in a Bottle"            | 4:41    |  |
| 2.             | "Guess Again!"                   | 4:24    |  |
| 3.             | "Interference"                   | 2:49    |  |
| 4.             | "The Mother Lode"                | 6:07    |  |
| 5.             | "Truth Ray"                      | 5:14    |  |
| 6.             | "There Is No Ice (For My Drink)" | 7:00    |  |
| 7.             | "Pink Section"                   | 2:35    |  |
| 8.             | "Nose Grows Some"                | 5:23    |  |
| Duração total: | Duração total:                   | 38:13   |  |